# قلعه ادراک‌پور
قلعه ادراک‌پور یک قلعه رودخانه‌ای است که در منشی‌گنج، بنگلادش واقع شده است. این قلعه تقریباً در سال ۱۶۶۰ میلادی ساخته شده است. بر اساس گفته بسیاری از تاریخ‌نگاران، قلعه رودخانه‌ای توسط میر جمله دوم، صوبه‌دار بنگال تحت امپراتوری گورکانی ساخته شده است تا کنترل امپراتوری گورکانی بر منشی‌گنج برقرار شود و از داکا و ناراین‌گنج در برابر دزدان دریایی دفاع گردد.
این قلعه بخشی از استراتژی دفاعی مثلثی برای مسیر آسیب‌پذیر رودخانه‌ای بود که دزدان دریایی از آن برای حمله به داکا استفاده می‌کردند. این استراتژی توسط میر جمله دوم با کمک دو قلعه دیگر در ناراین‌گنج یعنی قلعه حاجی‌گنج و قلعه سوناکاندا توسعه یافت.

## پیشینه

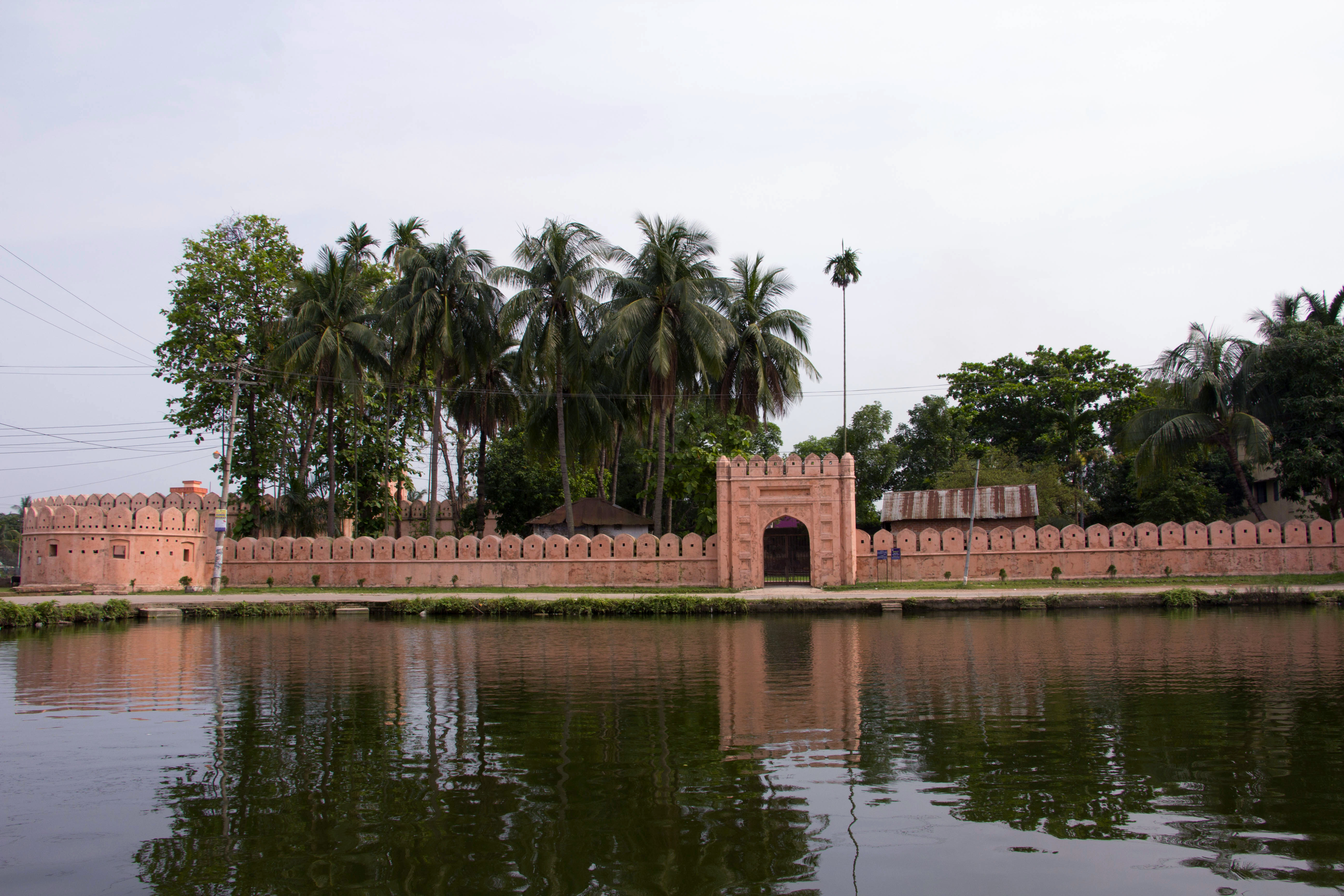
ورودی قلعه

امپراتوری گورکانی در سال ۱۵۷۴ میلادی پس از شکست داوود خان کارانی کنترل بنگال را به دست گرفت. مغول‌ها در بنگال حکومتی پیشرفته اعمال کردند. بنگال در آن زمان استان بسیار ثروتمندی بود و به‌طور مداوم مورد حمله دزدان دریایی قرار می‌گرفت.
امپراتوری مغول در آن زمان درگیر جنگ داخلی برای جانشینی امپراتور شاه جهان بود. شاه شجاع (گورکانی), دومین پسر شاه جهان و صوبه‌دار بنگال، برای تصاحب تاج و تخت به آگره حمله کرد. اورنگ‌زیب، پس از رسیدن به سلطنت، خواست تا فردی با مهارت‌های عالی در جنگ‌های دریایی به عنوان حکمران بنگال منصوب شود چرا که بنگال که منطقه‌ای رودخانه‌ای بود، پایگاه محکمی برای شاه شجاع به‌شمار می‌رفت؛ بنابراین او میر محمد سعید اردستانی معروف به میر جمله دوم را که در تجارت دریایی موفق بود، مأمور مقابله با شاه شجاع کرد.
میر جمله دوم به بنگال شتافت و شاه شجاع را مجبور به عقب‌نشینی کرد. سپس میر جمله دوم به‌عنوان صوبه‌دار یا فرماندار استان بنگال در سال ۱۶۶۰ میلادی منصوب شد.
میر جمله از دزدان دریایی که در شهرهای مهم بنگال رعب و وحشت ایجاد کرده بودند، آگاه بود. پس از انتصاب به عنوان صوبه‌دار، او پایتخت بنگال را از رجامه به داکا منتقل کرد. در تلاش برای حفاظت از پایتخت داکا در برابر دزدان دریایی، میر جمله دوم استراتژی دفاعی مثلثی را توسعه داد و تصمیم گرفت سه قلعه رودخانه‌ای در نزدیکی داکا بسازد. یکی از این سه قلعه، قلعه ادراک‌پور در منشیگانج است.

## تاریخ
ادراک‌پور، که اکنون منشیگانج نامیده می‌شود، نقطه‌ای استراتژیک و بسیار مهم بود چرا که محل تلاقی چندین رودخانه از جمله رودخانه مگنا، رودخانه شیتالاکشیا، رودخانه ایچاماتی و رودخانه دالشوری بود. این قلعه در ساحل تلاقی رودخانه‌های ایچاماتی و مگنا ساخته شده است.
دزدان دریایی مردم پرتغال و مردم مگ از این نقطه برای پیشروی به سمت داکا از طریق رودخانه شیتالاکشیا استفاده می‌کردند. در مسیر خود به سمت داکا، آن‌ها به شهرهای مهم دیگری مانند سونارگان و بیکرامپور دستبرد می‌زدند.
میر جمله دوم تصمیم گرفته بود تا از داکا محافظت کرده و منطقه ثروتمند بیکرامپور را توسعه دهد؛ بنابراین، او استراتژی دفاعی مثلثی را برای محافظت از شهرها در برابر دزدان دریایی پرتغالی ارائه کرد.
قلعه ادراک‌پور مرکز این استراتژی بود. ساخت این قلعه به منظور جلوگیری از پیشروی دزدان دریایی مگ و پرتغالی به سمت پایتخت مغول‌ها یعنی داکا انجام شد. این قلعه همچنین به عنوان پایگاه نیروی دریایی با ۲۰۰ ناو جنگی تحت فرماندهی دریادار مغول، ابول حسین، استفاده می‌شد.
بر اساس این استراتژی، هرگاه دزدان دریایی قصد پیشروی به سمت داکا داشتند، سربازان مغول دستور می‌گرفتند که از توپ‌های جنگی خود در ۲۰۰ کشتی جنگی و از قلعه ادراک‌پور آتش‌گشایی کنند تا دزدان دریایی را مجبور به عقب‌نشینی یا نابودی در رودخانه‌ها کنند.
اما اگر هر یک از کشتی‌های دزدان دریایی پس از حمله اولیه زنده می‌ماند و سعی می‌کرد به داکا پیشروی کند، قلعه‌های سوناکاندا و حاجیگانج که در ساحل‌های شرقی و غربی رودخانه شیتالاکشیا قرار داشتند، شروع به پرتاب گلوله توپ به سوی کشتی‌ها و ناوهای دزدان دریایی می‌کردند و همه کشتی‌های دزدان دریایی را در رودخانه غرق می‌کردند.
احتمالاً این قلعه در حدود سال ۱۶۶۰ میلادی ساخته شده است.

## معماری
قلعه ادراک‌پور از سایر قلعه‌های مغولی متمایز است و ویژگی‌های منحصر به فردی دارد. این قلعه به نظر می‌رسد که به دو قسمت تقسیم شده است: قسمت شرقی و قسمت غربی. قسمت شرقی چهارگوش و قسمت غربی چندضلعی است که با هم قلعه را تشکیل می‌دهند.
قلعه از آجر ساخته شده است و شامل یک فضای باز وسیع است که توسط دیواری با برج‌هایی در زاویه‌ها احاطه شده است. دیوار ضخیم از شمال به جنوب کشیده شده و طول آن ۸۶٫۸۷ متر و عرض آن ۵۹٫۶۰ متر است. دیوار دارای مکان‌های مشبک است که از آنجا دشمنان در رودخانه هدف قرار می‌گرفتند و گلوله‌های توپ شلیک می‌شد. در قلعه برج‌هایی وجود دارد که از آنجا حرکت دشمنان مشاهده می‌شد.
مهم‌ترین ویژگی قلعه، درام دایره‌ای است که در قسمت شرقی قلعه قرار دارد. این درام دایره‌ای با یک دیوار دیگر احاطه شده که برای نصب یک توپ بزرگ استفاده می‌شده است. درام دایره‌ای با قطر ۳۲٫۵ متر و ارتفاع ۹٫۱۴ متر ساخته شده است و از طریق یک پله می‌توان به آن دسترسی پیدا کرد. درام از سه لایه متوالی تشکیل شده است.
ویژگی قابل توجه دیگر قلعه، وجود یک پله است که به یک اتاق مخفی در پای درام می‌رسد. این پله‌ها به یک اتاق زیرزمینی مخفی که انبار یا ذخیره‌گاه اسلحه و مواد منفجره بود، منتهی می‌شود. طبق برخی افسانه‌ها، این پله‌ها قسمتی از تونل مخفی بودند که به قلعه لالباغ متصل می‌شد.
دروازه اصلی قلعه در شمال است و دارای یک برج مستطیلی بلند است که توسط مرلون‌های مشبک تاج‌گذاری شده و به عنوان اتاق نگهبانی استفاده می‌شده است.